# Precious (canción de Annie Lennox)
«Precious» —en español: «Precioso»— es una canción de Annie Lennox. Fue publicada como el segundo sencillo de su álbum debut en solitario, Diva, en 1992 y alcanzó el número 23 en el Reino Unido. El lado B, Step by Step, fue más tarde versionado por Whitney Houston para la banda sonora de su película de 1996, La mujer del predicador, y se convirtió en un éxito top 10.

## Lista de canciones
| Sencillo en CD |                                |          |  |
| N.º            | Título                         | Duración |  |
| 1.             | «Precious» (Versión editada)   | 3:51     |  |
| 2.             | «Step by Step»                 | 4:46     |  |
| 3.             | «Precious» (Versión del álbum) | 5:07     |  |
| 4.             | «Why»                          | 4:53     |  |

## Rendimiento en las listas
| Lista (1992)                  | Mejor posición |
| ----------------------------- | -------------- |
| UK Singles Chart              | 23             |
| Dutch Top 40                  | 31             |
| Listas musicales de Australia | 83             |
| German Singles Chart          | 49             |
| Swedish Singles Chart         | 28             |
| Swiss Singles Chart           | 37             |

## Usos en los medios populares

### En televisión
Precious fue presentada en el episodio piloto de Urgencias.
También aparece al final de la película «Jack y Sarah» (1995).
La canción también es presentada durante «Melrose Place» y fue incluida en la banda sonora de la serie.
- Datos: Q767939